# Onda ögon
Onda ögon är en svensk film från 1947 i regi av Stig Järrel. Järrel medverkar även som skådespelare tillsammans med bland andra Arnold Sjöstrand och Ingrid Backlin. Filmen var Järrels debut som regissör.

## Om filmen
Inspelningen ägde rum mellan juli och september 1946 i Centrumateljéerna i Stockholm. Manusförfattare var Ragnhild Prim, fotograf Hilmer Ekdahl och klippare Eric Nordemar. Filmen premiärvisades den 3 februari 1947 på flera biografer runt om i Sverige. Den var 85 minuter lång och tillåten från 15 år.

## Handling
Per Jonas Jonassons hustru Hedvig är sjuk och Barbro har fått anställning för att vårda henne. Per Jonas förälskar sig i Barbro och för att kunna leva med henne dödar han Hedvig. Giftermål mellan Per Jonas och Barbro följer och på bröllopsnatten avslöjar Per Jonas att han tagit livet av Hedvig. Barbro blir förskräckt och skjuter honom från sig och Per Jonas svarar då med att hota henne till livet om hon avslöjar hans hemlighet.
En tid senare söker en ung man vid man Henrik anställning i närheten av gården och Barbro förälskar sig i honom. Per Jonas anar att Barbro och Henrik har en affär och bestämmer sig för att skjuta Henrik, som skadas, dock inte allvarligt. Till slut skjuter doktor Bergwall, vars son varit god vän till Henrik, Per Jonas för att sedan själv dö i en hjärtattack. Barbro beger sig till sjukhuset för att besöka Henrik.

## Rollista
- Arnold Sjöstrand – Per Jonas Jonasson, storbonde
- Ingrid Backlin – Barbro, Per Jonas andra hustru
- Stig Järrel – Bergwall, läkare
- Sture Djerf – Henrik Nyman, ingenjör
- Arthur Fischer – Anders, dräng hos Per Jonas
- Gösta Cederlund – landsfiskalen
- Anna-Stina Wåglund – Kristin, piga hos Per Jonas
- Åke Claesson – läkare på sjukhuset
- Gerda Boman – Hedvig, Per Jonas första hustru
- Åke Fridell – Sven, dräng hos Per Jonas
- Erland Colliander	– pastorn
- Erik Forslund – Janne, dräng hos Per Jonas
- Birger Åsander – förman vid kraftverksbygget
- Hanny Schedin – Hildur, sköterska hos doktor Bergwall

Ej krediterade
- Carl Ericson – fjärdingsman
- Mona Geijer-Falkner – bröllopsgäst
- Helga Brofeldt – bröllopsgäst
- Lillie Wästfeldt – bröllopsgäst
- Nils Fellbo – bröllopsgäst
- Gösta Qvist – bröllopsgäst

### Fotnoter
1. 1 2 3 4  ”Onda ögon”. Svensk Filmdatabas. http://sfi.se/sv/svensk-filmdatabas/Item/?itemid=4174&type=MOVIE&iv=Basic&ref=/templates/SwedishFilmSearchResult.aspx?id%3d1225%26epslanguage%3dsv%26searchword%3donda+%C3%B6gon%26type%3dMovieTitle%26match%3dBegin%26page%3d1%26prom%3dFalse. Läst 17 april 2013.